# パニック (1946年の映画)
パニック（Panique）は、1946年に公開されたフランス映画。監督はジュリアン・デュヴィヴィエ。主演ミシェル・シモン、ヴィヴィアーヌ・ロマンス。脚本はジョルジュ・シムノンの小説『fr:Les Fiançailles de M. Hire』を元にしている。
ニースのヴィクトリーヌスタジオで、美術監督のセルジュ・ピメノフがデザインしたセットで撮影された。

## キャスト
- イール：ミシェル・シモン
- アリス：ヴィヴィアーヌ・ロマンス

### ソース
- Borger, Lenny (2018). "The Underside of the Stone: Duvivier and Panique". Panique (liner notes). The Criterion Collection. CC2971BD。